# ویکی‌سفر پرتقالی
ویکی‌سفر پرتغالی نسخهٔ زبان پرتغالی وب‌گاه ویکی‌سفر است؛ که در تاریخ ۷ ژانویه ۲۰۱۳ ایجاد گردید.

## تاریخچه
نسخه زبان پرتغالی ویکی‌سفر هم اکنون، با بیش از ۳۴۳۴ راهنمای سفر، در ردهٔ نهم ویکی‌سفرها قرار دارد.